# دستگیری و بازداشت خودسرانه

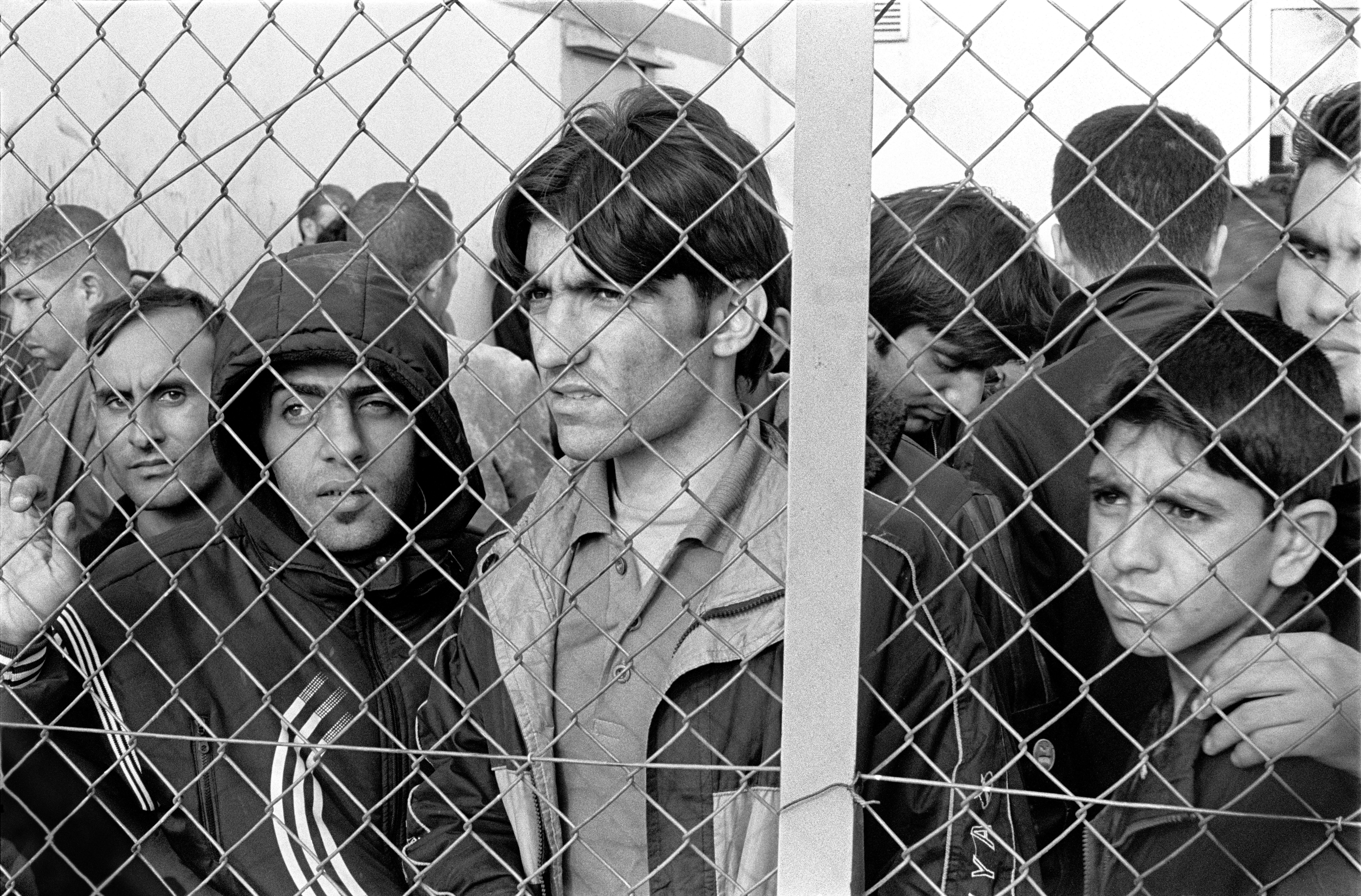
دستگیری و بازداشت خودسرانه برای نمونه

دستگیری و بازداشت خودسرانه (انگلیسی: Arbitrary arrest and detention)، دستگیری یا بازداشت موقت یک فرد است در موردی که هیچ احتمال یا گواه مبنی بر ارتکاب بزه براساس اساسنامه قانونی وجود نداشته باشد، یا در آن رویه عادلانه و قانونی صورت نگرفته‌است.

## پیشینه
تقریباً به تمام افرادی که به‌طور خودسرانه دستگیر شده‌اند، هیچ توضیحی در مورد اینکه چرا دستگیر شده‌اند به آنها داده نشده‌است و هیچ حکم دستگیری به آنها نشان داده نشده‌است. بسته به زمینه اجتماعی، ممکن است بسیاری از افراد یا اکثریت قریب به اتفاق کسانی که به‌طور خودسرانه دستگیر شده‌اند بدون ارتباط نگه داشته شده و محل آنها را از خانواده، همکاران، مردم و دادگاه‌های بدوی باز پنهان کرد. بسیاری از افرادی که به‌طور خودسرانه دستگیر و بازداشت شده‌اند، هنگام بازجویی، در دست بازداشت‌کنندگان به‌طور جسمی یا روانی یا دیگر اعمال خلاف شکنجه می‌شوند.

## قانون بین‌الملل
محروم ساختن خودسرانه یک فرد از آزادی، از طرف بخش ملل متحد برای حقوق بشر ممنوع شده‌است. ماده ۹ اعلامیه جهانی حقوق بشر سال ۱۹۴۸، حکم می‌کند که «کسی نباید در معرض دستگیری، بازداشت یا تبعید خودسرانه قرار گیرد».
یعنی، فارغ از شرایط، احدی را نباید بدون آنکه بر طبق قانون مرتکب جرمی واقعی شده باشد او را از آزادیش محروم کرد یا از کشورش تبعید نمود؛ و اینکه دولت نمی‌تواند یک فرد را از آزادیش محروم کند بدون اینکه روند قانونی لازم آن طی شده باشد. همچنین، میثاق بین‌المللی حقوق مدنی و سیاسی، محافظت از دستگیری و بازداشت خودسرانه توسط ماده ۹ را مشخص می‌کند.